# Tomba de corredor cruciforme

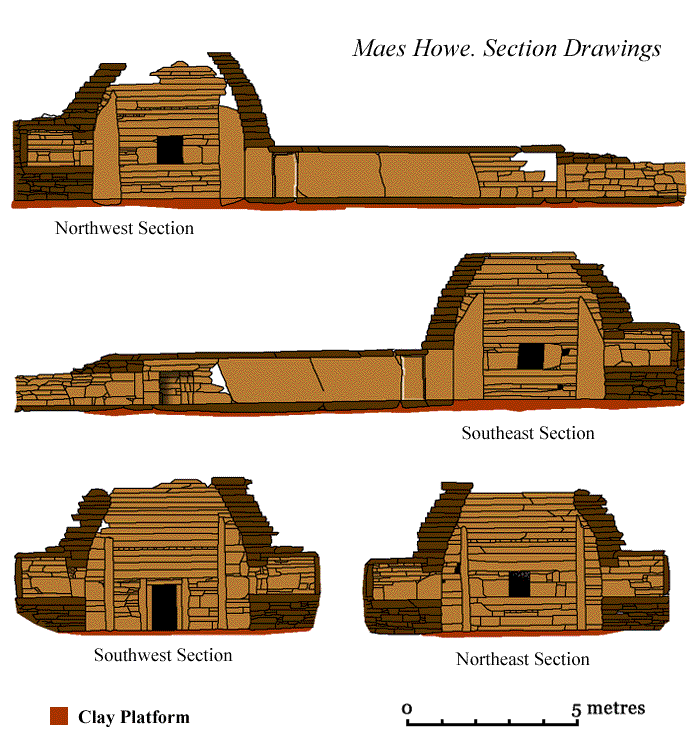
Talls transversals i longitudinals de la tomba de Maeshowe. S'hi veuen les cambres laterals

Les tombes de corredor cruciformes són un tipus més complex que la tomba de corredor simple, i és propi d'Irlanda, de l'oest de Gal·les i de les Illes Òrcades (Escòcia); es construïren durant el neolític tardà, des del 3500 ae.
Es diferencien per un llarg corredor que condueix a una cambra central amb un sostre amb mènsula i falsa cúpula. Des d'aquesta, les cambres funeràries s'estenen en tres direccions, fent l'efecte, en conjunt, d'una distribució en planta amb forma de creu. En alguns casos, les tres cambres originàries s'estenen en altres subcambres. La xarxa de cambres és coberta per un cairn i, sovint, aquest és envoltat per una vorada o peristalític.
Un tret comú n'és la presència d'art megalític gravat a les pedres de les parets de les cambres i sostres: normalment amb dissenys abstractes, en especial les espirals i zigazagues.
Alguns exemples d'aquest tipus de construcció, a les tres àrees geogràfiques on aparegueren, són: Newgrange a Irlanda, Barclodiad i Gawres a Anglesey (Gal·les) i Maeshowe a les Illes Òrcades.